# Mecole Hardman
Carey Mecole Hardman (geboren am 12. März 1998 in Bowman, Georgia) ist ein US-amerikanischer American-Football-Spieler auf der Position des Wide Receivers. Er wird auch als Kick Returner und als Punt Returner eingesetzt. Hardman spielte College Football für die University of Georgia und steht bei den Green Bay Packers in der National Football League (NFL) unter Vertrag. Hardman spielt abgesehen von einem kurzen Intermezzo bei den New York Jets den Großteil seiner NFL-Karriere für die Kansas City Chiefs und gewann mit ihnen den Super Bowl LIV, den Super Bowl LVII sowie den Super Bowl LVIII.

## College
Hardman ging auf die Highschool im Elbert County, wo er überwiegend als Quarterback spielte. Von 2016 bis 2018 spielte Hardman Football am College. Er besuchte die University of Georgia und spielte dort für die Georgia Bulldogs in der NCAA Division I Football Bowl Subdivision. Dort spielte er im ersten Jahr als Cornerback, bevor er auf seine spätere Position als Wide Receiver wechselte.
Insgesamt spielte Hardman am College in 33 Partien, in denen er 60 Pässe für 961 Yards Raumgewinn und 11 Touchdowns fing. Zudem wurde er regelmäßig als Return Specialist eingesetzt und konnte dabei einen Punt in die gegnerische Endzone zurücktragen. Am 4. Januar 2019 gab Hardman bekannt, auf ein mögliches viertes Jahr am College zu verzichten und sich für den NFL Draft anzumelden.

## NFL
Hardman wurde im NFL Draft 2019 in der 2. Runde an 56. Stelle von den Kansas City Chiefs ausgewählt. Er gab sein Debüt beim ersten Saisonspiel gegen die Jacksonville Jaguars, konnte dabei aber keinen Pass fangen. In seinem zweiten Spiel gegen die Oakland Raiders fing er mit einem langen Pass von Patrick Mahomes für 42 Yards Raumgewinn seinen ersten Touchdownpass. Am 17. Dezember 2019 wurde Hardman als Return Specialist in den Pro Bowl nominiert. In Woche 17 gelang ihm gegen die Los Angeles Chargers ein Kickoff-Return-Touchdown über 104 Yards. Als Rookie gewann er mit den Kansas City Chiefs den Super Bowl LIV gegen die San Francisco 49ers.
In der Saison 2020 fing Hardman 41 Pässe für 560 Yards und vier Touchdowns. In einer Offense, in der mit Travis Kelce, Tyreek Hill und Sammy Watkins mehrere andere starke Anspielstationen vertreten waren, spielte er aber vor allem als Special Teamer eine Rolle. Er zog mit den Chiefs erneut in den Super Bowl ein und fing bei der Niederlage gegen die Tampa Bay Buccaneers im Super Bowl LV zwei Pässe für vier Yards. In der Saison 2022 kam Hardman verletzungsbedingt nur in acht Spielen zum Einsatz. Er fiel ab Woche 9 abgesehen von einem Kurzeinsatz im AFC Championship Game, bei dem er einen Rückschlag erlitt, aus und verpasste auch den Super Bowl LVII gegen die Philadelphia Eagles. Hardman verzeichnete 25 gefangene Pässe für 297 Yards und vier Touchdowns.
Im März 2023 unterschrieb Hardman einen Einjahresvertrag im Wert von 6,5 Millionen US-Dollar bei den New York Jets. Am 18. Oktober 2023 wurde bekannt, dass die Jets Hardman zusammen mit einem Siebtrundenpick in der Saison 2025 zu den Kansas City Chiefs zurücktraden. Dafür erhielten sie einen Sechstrundenpick der Chiefs, ebenfalls für die Saison 2025. Bei den Jets hatte Hardman kaum Spielzeit bekommen. In fünf Spielen für die Jets (in einem war er nicht in den Spieltagskader aufgenommen worden) hatte er gerade einmal in 28 Spielzügen in der Offensive mitgewirkt und dabei nur einen Pass gefangen. Hardman zog mit den Chiefs in den Super Bowl LVIII gegen die San Francisco 49ers ein, in dem er in der Overtime den entscheidenden Touchdown zum 25:22 fing. Somit holte er sich mit den Chiefs seinen dritten Titel.
Am 7. Juni 2024 statteten die Chiefs Hardman mit einem neuen Einjahresvertrag über 1,125 Millionen US-Dollar aus. Er absolvierte in der Saison 2024 12 Spiele für sein Team, bevor er wegen einer Knieverletzung im Dezember 2024 auf die Injured Reserve List gesetzt wurde und die Saison vorzeitig beenden musste. Bis dahin war er mit nur 12 Passfängen für 90 Yards kein Faktor in der Offense der Chiefs und wurde vornehmlich als Punt Returner (20 Returns für 203 Yards) bzw. sporadisch als Kick Returner (5 Returns für 132 Yards) eingesetzt.
Im März 2025 nahmen die Green Bay Packers Hardman unter Vertrag.

### NFL-Statistiken
| 2019                               | Kansas City Chiefs | 16 | 5  | 26  | 538  | 20,7 | 83 | 6  | 4  | 17  | 4,3  | 9  | 0 | 18 | 167 | 9,3  | 36 | 0 | 27 | 704  | 26,1 | 104 | 1 |
| 2020                               | Kansas City Chiefs | 16 | 8  | 41  | 560  | 13,7 | 49 | 4  | 4  | 31  | 7,8  | 20 | 0 | 25 | 176 | 7,0  | 67 | 1 | 9  | 184  | 20,4 | 31  | 0 |
| 2021                               | Kansas City Chiefs | 17 | 8  | 59  | 693  | 11,7 | 53 | 2  | 8  | 46  | 5,8  | 24 | 0 | 13 | 157 | 12,1 | 31 | 0 | 2  | 35   | 17,5 | 20  | 0 |
| 2022                               | Kansas City Chiefs | 8  | 5  | 25  | 297  | 11,9 | 36 | 4  | 4  | 31  | 7,8  | 25 | 0 | 6  | 55  | 9,2  | 22 | 0 | 1  | 4    | 4,0  | 4   | 0 |
| 2023                               | New York Jets      | 5  | 0  | 1   | 6    | 6,0  | 6  | 0  | 0  | 0   | –    | 0  | 0 | 0  | 0   | –    | 0  | 0 | 0  | 0    | –    | 0   | 0 |
| 2023                               | Kansas City Chiefs | 6  | 2  | 14  | 118  | 8,4  | 37 | 0  | 1  | 3   | 3,0  | 3  | 0 | 7  | 61  | 8,7  | 50 | 0 | 1  | 14   | 14,0 | 14  | 0 |
| 2024                               | Kansas City Chiefs | 12 | 0  | 12  | 90   | 7,5  | 17 | 0  | 5  | 62  | 12,4 | 20 | 1 | 20 | 203 | 10,2 | 55 | 0 | 5  | 132  | 26,4 | 32  | 0 |
| Total                              | Total              | 80 | 28 | 178 | 2302 | 12,9 | 83 | 16 | 26 | 190 | 7,3  | 25 | 3 | 89 | 819 | 9,2  | 67 | 1 | 45 | 1073 | 23,8 | 104 | 1 |
| Quelle: pro-football-reference.com |                    |    |    |     |      |      |    |    |    |     |      |    |   |    |     |      |    |   |    |      |      |     |   |